# Asociación de Empresas Galegas do Audiovisual
L'Asociación de Empresas Galegas do Audiovisual (AEGA) és una associació, creada el juliol del 2001 per 9 empreses del sector audiovisual gallec, que té com a objectius principals fomentar la relació entre els seus membres, garantir els seus interessos en els fòrums pertinents i promoure i promoure el desenvolupament i la internacionalització d'un sector estratègic com és el sector audiovisual. Fou nomenada gerent Teresa Porto.
Actualment, AEGA té vuit empreses associades, que cobreixen totes les àrees del sector audiovisual i estan presents tant a Galícia com en altres mercats. Les empreses d'AEGA compten amb 11 conjunts d'entre 200 i 1.100 m² equipats amb els equipaments més moderns, dels quals van sortir pel·lícules per a cinema i televisió, documentals, sèries i formats i programes per televisió.

## Empreses associades
- Adivina Producciones Web Adivina
- CTV S.A. Web CTV
- La Región TV S.A. Datos en AVG Datos en AEGA[Enllaç no actiu]
- Lugopress S.L. Datos en AVG Datos en AEGA[Enllaç no actiu]
- Productora Faro S.A. Web Faro Arxivat 2012-05-10 a Wayback Machine.
- Telecable Compostela S.A. Datos en AVG Datos en AEGA[Enllaç no actiu]
- TV Siete Producciones Audiovisuales S.L. Web TV 7
- Voz Audiovisual S.A. Web Voz Audiovisual